# Jan Suchodoletz
Jan Władysław Suchodolec (von Suchodoletz) (ur. ok. 1687, zm. w listopadzie 1751 w Malborku) – kartograf, geodeta, budowniczy i architekt.
Jan Władysław Suchodolec był najstarszym synem arianina Samuela Suchodolskiego i Elżbiety von Biberstein-Kazimierskiej (1658–1727). W latach 1708 do ok. 1711 studiował na uniwersytecie we Frankfurcie. Jan Suchodolec na stałe mieszkał w Królewcu, jednak ze względu na rodzaj pracy przemieszczał się po całym terenie Prus. Suchodlec interesował się także astronomią. Współpracował w tym zakresie z profesorem Albertyny w Królewcu, Marcinem Knutzenem. Jan Władysław Suchodolec zmarł w Malborku w czasie załatwiania spraw zawodowych.

## Kariera zawodowa
- 1711–1714 – geodeta, pomocnik ojca.
- 1715–1721 – budowniczy gmachów rządowych.
- 1722–1725 – budowniczy młynów, od 1724 jako inspektor.
- 1726–1732 – specjalista w zakresie melioracji i hydrografii, od 1730 inspektor dróg wodnych.
- po 1732 – kartograf pruski.

## Prace
- 1726 – projekt Kanału Brożajckiego (Kanał Węgorapa – rzeka Gołdapa, wykopany 1733).
- 1727 – plan regulacji Wisły i odprowadzenia wód z Żuław do Nogatu.
- 1732–1739 – na zlecenie króla Fryderyka Wilhelma I opracował (wielką mapę Prus) Regnum Borussiae. Episcopatus Warmiensis, Palatinatus Mariaeburgensis et Culmensis cum terrio Dantiscano et icongraphia urbis Regiomontis.
- 1740 – budowa wodociągów w Węgorzewie (według projektu i pod nadzorem Suchodolca).
- 1744 – projekt połączenia wodnego Pisza z Wystrucią.

Jan Władysław Suchodlec w swoich pracach wykorzystywał wcześniejsze opracowania ojca Samuela Suchodolskiego oraz Józefa Naronowicza-Narońskiego. Suchodolec realizował także zlecenia dla biskupa warmińskiego Grabowskiego.